# Die Nacht des Leguan (Drama)
Die Nacht des Leguan (Originaltitel The Night of the Iguana) ist ein von Tennessee Williams geschriebenes Theaterstück über einen als Reiseleiter tätigen ehemaligen Pfarrer, der durch ein pubertierendes 16-jähriges Mädchen und dessen amouröse Absichten, denen er allerdings widersteht, in Schwierigkeiten gerät.
Das Theaterstück hatte am 28. Dezember 1961 am Royale Theatre, dem heutigen Bernard B. Jacobs Theatre, am Broadway Premiere und war dort Williams’ letzter großer Erfolg. Zwei Jahre später wurde das Stück unter gleichem Titel vom amerikanischen Regisseur John Huston mit großem Staraufgebot (u. a. Richard Burton, Ava Gardner, Deborah Kerr) verfilmt (siehe Die Nacht des Leguan). Bei der Verfilmung entfielen die in der Bühnenversion vorkommenden Rollen von Nazis als Mitglieder der Reisegesellschaft. Eine Neuverfilmung gab es 2001.

## Deutschsprachige Erstaufführungen
- Oktober 1962: durch Oscar Fritz Schuh, Regie: Charles Regnier, Hauptrollen: Gisela Holzinger, Grete Mosheim, Wolfgang Kieling; Schauspiel Köln
- Oktober 1962: Regie Willy Maertens, Rollen: Heinz Bennent, Gisela Mattishent, Inge Meysel, Bild Erich Grandeit; Thalia-Theater (Hamburg)

## Ausgaben
- Die Nacht des Leguan. Porträt einer Madonna. Und vier weitere Einakter.[2] Übers. Franz Hoellering, Hans Sahl. Fischer TB 547, Frankfurt 1963. Als Einzeltext ebd. 1999 ISBN 3-596-11985-5
- Vollständiger Text in:  Henning Rischbieter (Red.): Theater heute. Zeitschrift für Schauspiel, Oper, Ballett. Jg. 4. Nr. 3. März 1963.